# Бин-Касим
Бин-Касим (англ. Bin Qasim) — техсил расположенный в юго-восточной части пакистанского города Карачи, столицы провинции Синд. Техсил и одноимённый порт были названы в честь Мухаммада ибн Касима, который завоевал большую часть современного Пакистана в восьмом веке нашей эры.

## Географическое положение
Бин-Касим расположен вдоль побережья Аравийского моря и дельты реки Инд. Техсил граничит граничит с Гадапом на севере, округом Татта и рекой Инд на востоке, Аравийским морем на юге, рекой Малир и техсилами Ландхи, Малир и Коранги на западе. Техсил Бин-Касим состоит из 7 союзных советов.

## Населения
В 1998 году население техсила составляло 315 684 человек.

## Власть
- Назим — Джамот Сахаб
- Наиб назим — Ахтар Юсуф Арфани
- Администратор — Надир Али Васан

## Экономика
- Карачинский металлургический завод